# Calliscelio luteipes
Calliscelio luteipes är en stekelart som först beskrevs av Jean-Jacques Kieffer 1914.  Calliscelio luteipes ingår i släktet Calliscelio och familjen Scelionidae. Inga underarter finns listade.